# Prasium majus
Espèce
Prasium majus est une espèce de plantes de la famille des Lamaicées.